# Monfort
Monfort ist eine französische Gemeinde mit 513 Einwohnern (Stand: 1. Januar 2022) im Département Gers in der Region Okzitanien. Sie gehört zum Arrondissement Condom und zum Kanton Gimone-Arrats.

## Lage
Monfort liegt am Flüsschen Orbe, an der östlichen Gemeindegrenze verläuft der Arrats.
Nachbargemeinden sind Cadeilhan (Berührungspunkt), Bivès im Norden, Homps im Nordosten, Solomiac im Osten, Labrihe und Mauvezin im Südosten, Sérempuy im Süden, Sainte-Gemme im Südwesten und Saint-Brès und Bajonnette im Westen.

## Bevölkerungsentwicklung
| Jahr                       | 1962 | 1968 | 1975 | 1982 | 1990 | 1999 | 2008 | 2020 |
| Einwohner                  | 644  | 539  | 495  | 454  | 614  | 424  | 479  | 504  |
| Quellen: Cassini und INSEE |      |      |      |      |      |      |      |      |

## Sehenswürdigkeiten
- Burg Esclignac
- Kapelle Saint-Blaise
- Kirche Saint-Clément, Monument historique seit 1964

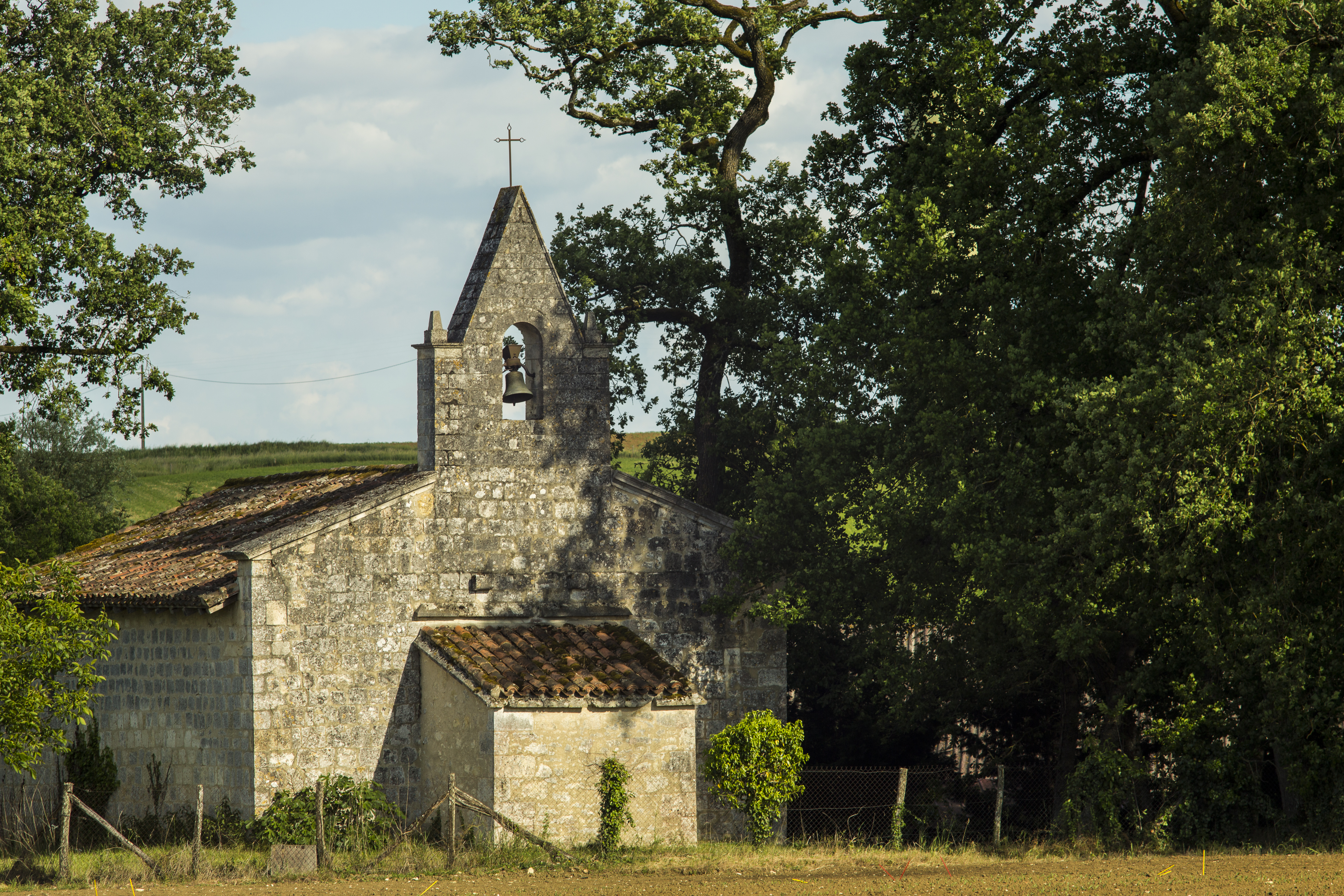
Kapelle Saint-Blaise an der Straße nach Mauvezin
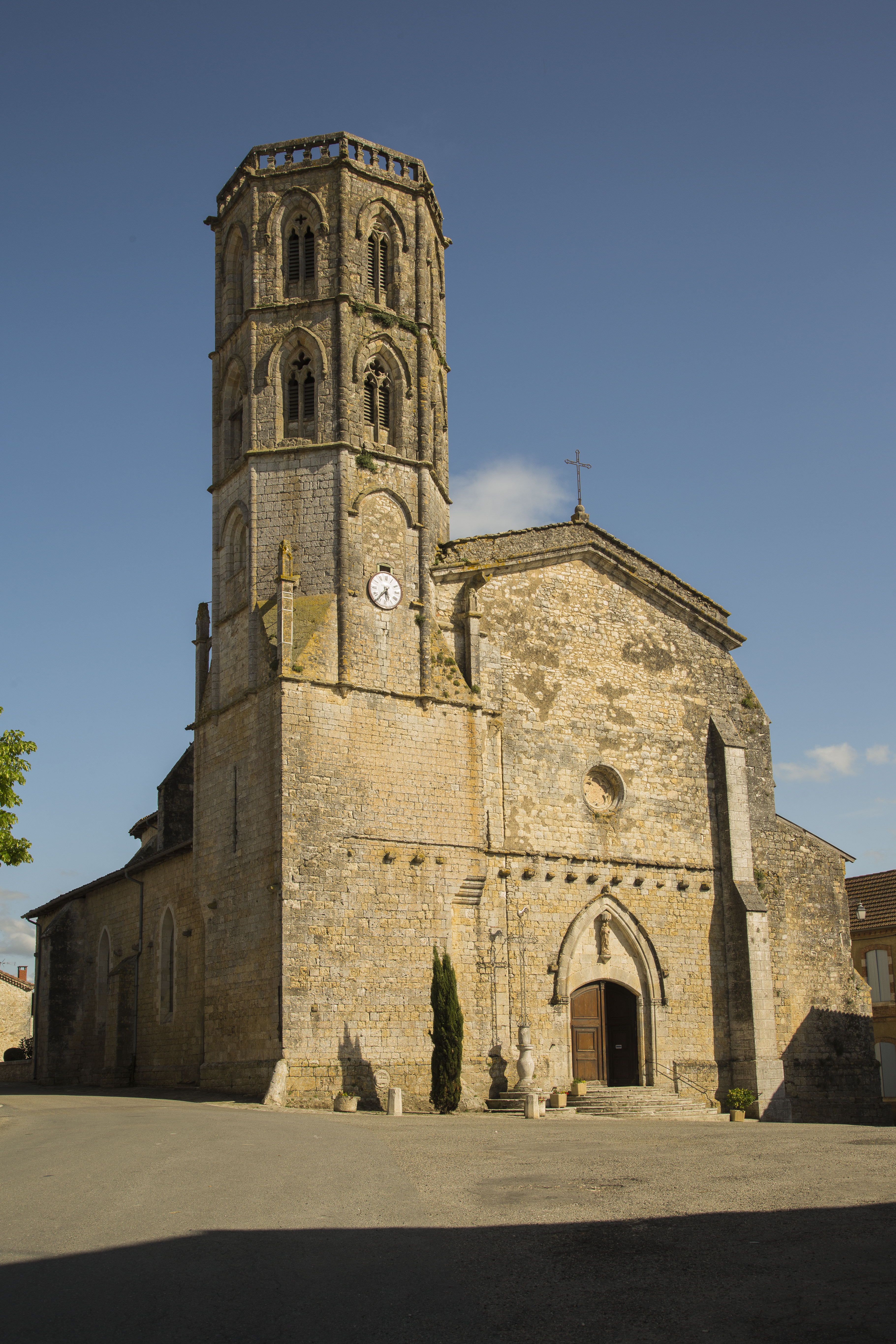
Kirche Saint-Clément
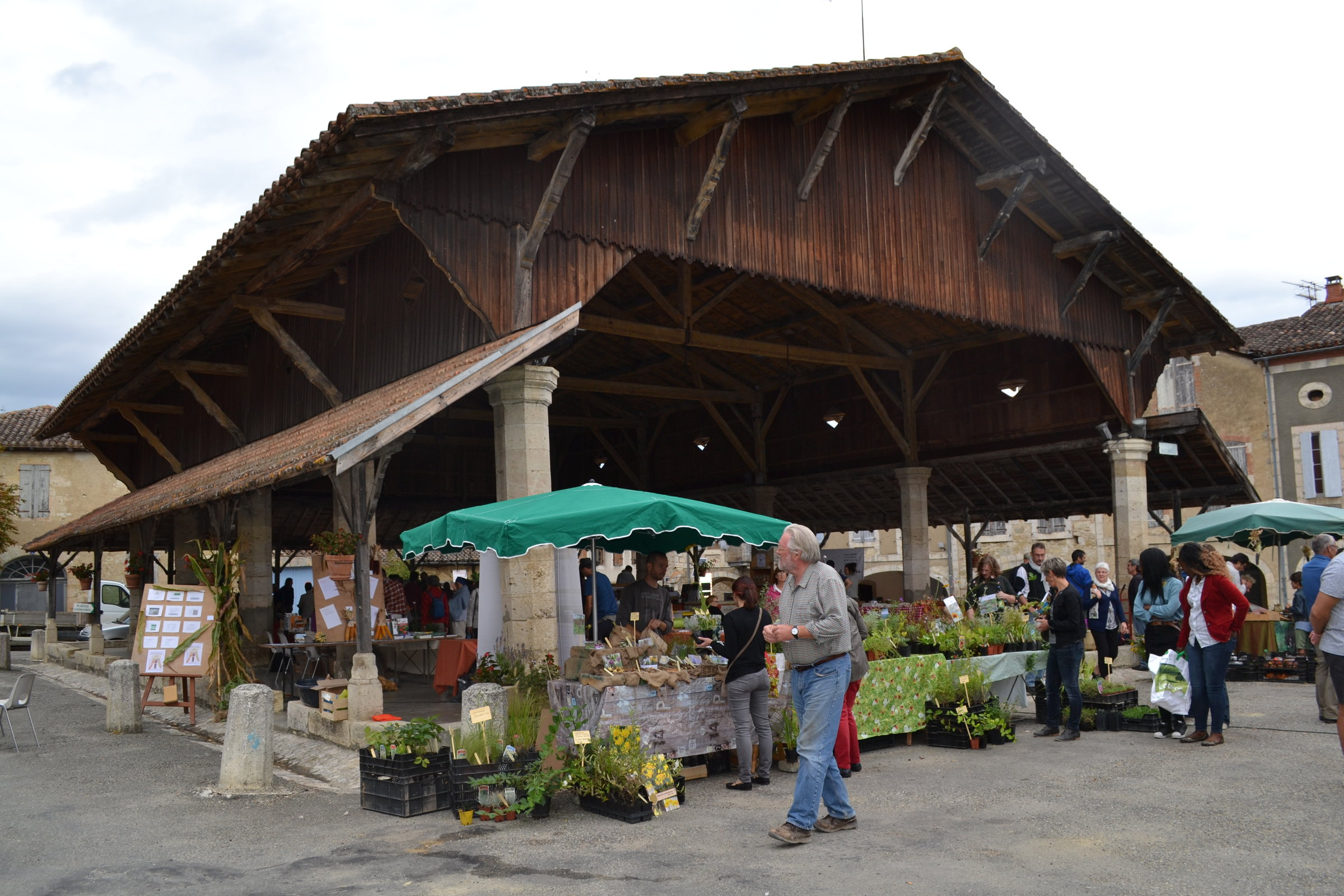
Gemüsemarkt in Monfort, jeweils im Herbst
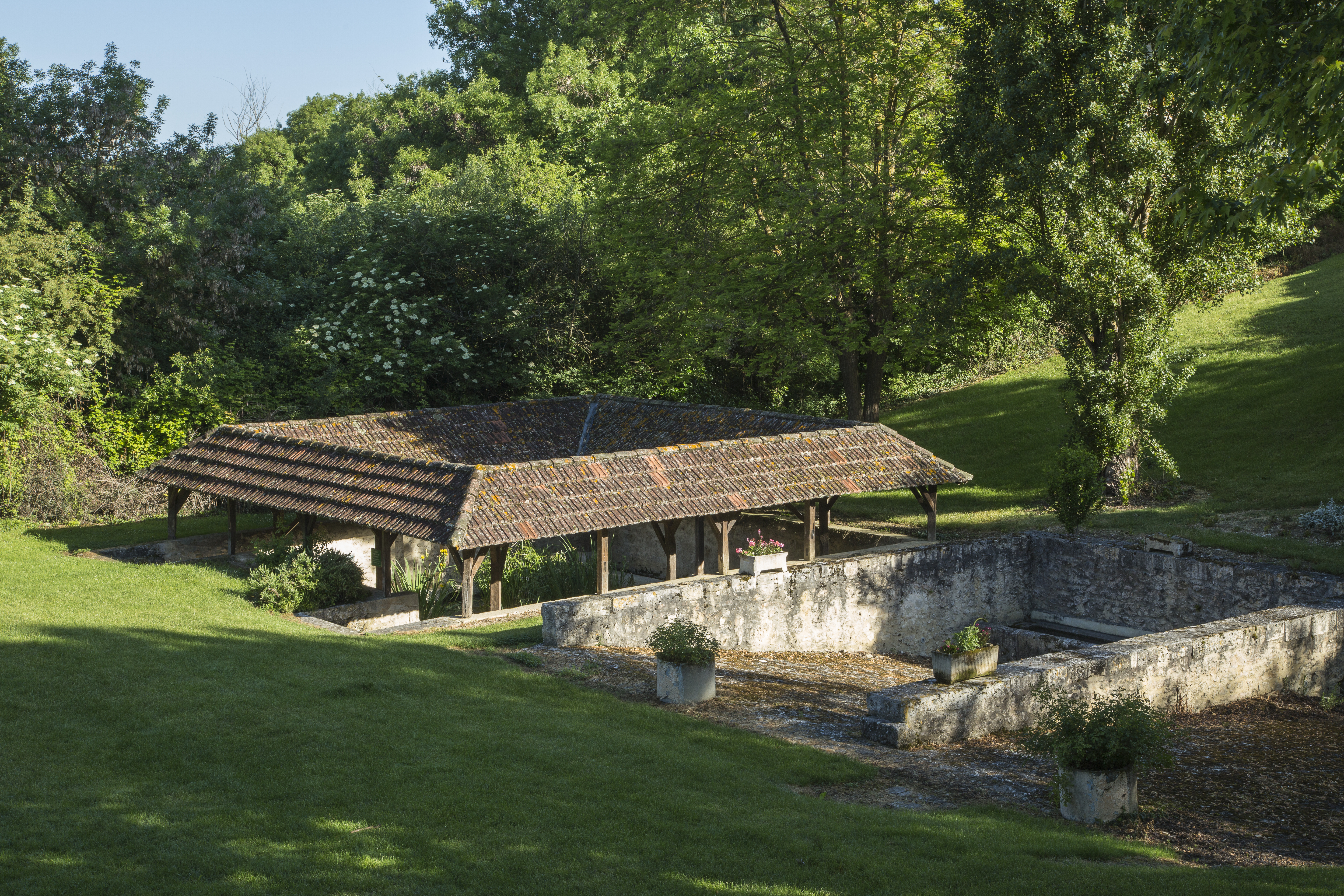
Ehemaliges Waschhaus